# Emmanuel Maffre-Baugé
Emmanuel P.M. Maffre-Baugé (ur. 12 grudnia 1921 w Marseillan, zm. 22 czerwca 2007 w Montpellier) – francuski polityk, rolnik, działacz związkowy i gospodarczy, poseł do Parlamentu Europejskiego I i II kadencji.

## Życiorys
Syn posiadacza ziemskiego, wnuk poety Achille Maffre de Baugé. Kształcił się w opactwie w Sorèze. Od 18 roku życia zajął się prowadzeniem gospodarstwa rolnego, obejmującego głównie winnice. Działacz organizacji zrzeszających rolników i producentów wina, w tym prezes krajowej federacji producentów wina stołowego i honorowy przewodniczący związku rolniczego FDSEA, obejmującego departament Hérault. Kierował izbą rolniczą Langwedocji-Roussillon. W 1976 zrezygnował ze stanowisk w proteście przeciw kryzysowi w branży winiarskiej. Autor kilku książek, w tym powieści historycznych i publikacji ekonomicznych.
W 1979 i 1984 wybierano go posłem do Parlamentu Europejskiego z listy Francuskiej Partii Komunistycznej. Przystąpił do frakcji komunistycznej, należał m.in. do Komisji ds. Rolnictwa, Rybołówstwa i Rozwoju Wsi.
Był katolikiem. Oficer Orderu Zasługi Rolniczej.